# Francesco Zirano
 (février 2015).
Si vous disposez d'ouvrages ou d'articles de référence ou si vous connaissez des sites web de qualité traitant du thème abordé ici, merci de compléter l'article en donnant les références utiles à sa vérifiabilité et en les liant à la section « Notes et références ».
Francesco Zirano (1564-1603), est un prêtre franciscain conventuel sarde, connu pour avoir été tué en haine de la foi (in odium fidei) dans l'actuelle Algérie. Proclamé bienheureux par l'Église catholique, il est fêté le 25 janvier.

## Biographie
Il est né vers 1564 à Sassari, en Sardaigne. La Sardaigne est alors sous la domination du royaume d'Aragon. Après être entré chez les franciscains en 1580, il est ordonné prêtre en 1586. C'est en 1599 qu'il reçoit l'autorisation du pape Clément VIII de récolter des fonds pour payer les rançons pour la libération de chrétiens détenus en Afrique du Nord. Le 20 août 1602, il arrive à Alger à une période où les persécutions anticatholiques sont au point culminant par une guerre entre Alger et le royaume de Cuco, soutenu par l'Espagne.
Alors qu'il va à la cour espagnole afin de faire le récit de la victoire du roi de Cuco le 1er janvier 1603, il est condamné à mort pour son refus de renier sa religion et cruellement martyrisé et exécuté le 25 janvier.

## Béatification
Le procès en vue de sa béatification s'ouvre en 1990. Le 7 février 2014, le pape François reconnaît Francesco Zirano comme martyr de la foi, ouvrant la voie à sa béatification. Il est proclamé bienheureux le 12 octobre 2014.